# Kladruby (Libice nad Doubravou)
Kladruby (německy Kladrub) jsou malá vesnice, patřící k městysi Libice nad Doubravou v okrese Havlíčkův Brod. Žije zde 19 obyvatel.
Kladruby leží v nadmořské výšce 503 metrů. V obci je hasičská zbrojnice se zvoničkou, křížek z počátku 20. století, novodobý menhir a řada prvků drobné architektury.

## Historie
Vesnice pravděpodobně vznikla v 11. nebo 12. století, ale písemné důkazy chybí. Název pochází zřejmě od původních obyvatel - dřevorubců, rubačů klád. Podle některých pramenů měli místní rubači střežit Liběckou stezku a před nepřáteli zatarasit cestu kmeny stromů.
První písemná zmínka pochází z roku 1398, kdy je připomínán Mstislav Zubák z Kladerub a Mikeš Zubák z Kladerub. V historii patřily Kladruby ke klášteru ve Vilémově až v 17. století k Novému Studenci. V 18. století připadly k panství štěpánovskému a později k obci Bezděkov.
| Rok            | 1869 | 1880 | 1890 | 1900 | 1910 | 1921 | 1930 | 1950 | 1961 | 1970 | 1980 | 1991 | 2001 |
| -------------- | ---- | ---- | ---- | ---- | ---- | ---- | ---- | ---- | ---- | ---- | ---- | ---- | ---- |
| Počet obyvatel | 189  | 206  | 170  | 167  | 143  | 141  | 132  | 101  | 106  | 78   | 53   | 31   | 25   |

## Kultura
Obyvatelé Kladrub založili novou tradici, kdy v adventním čase vánočně nazdobí, ozvučí a nasvítí celou ves.

## Galerie

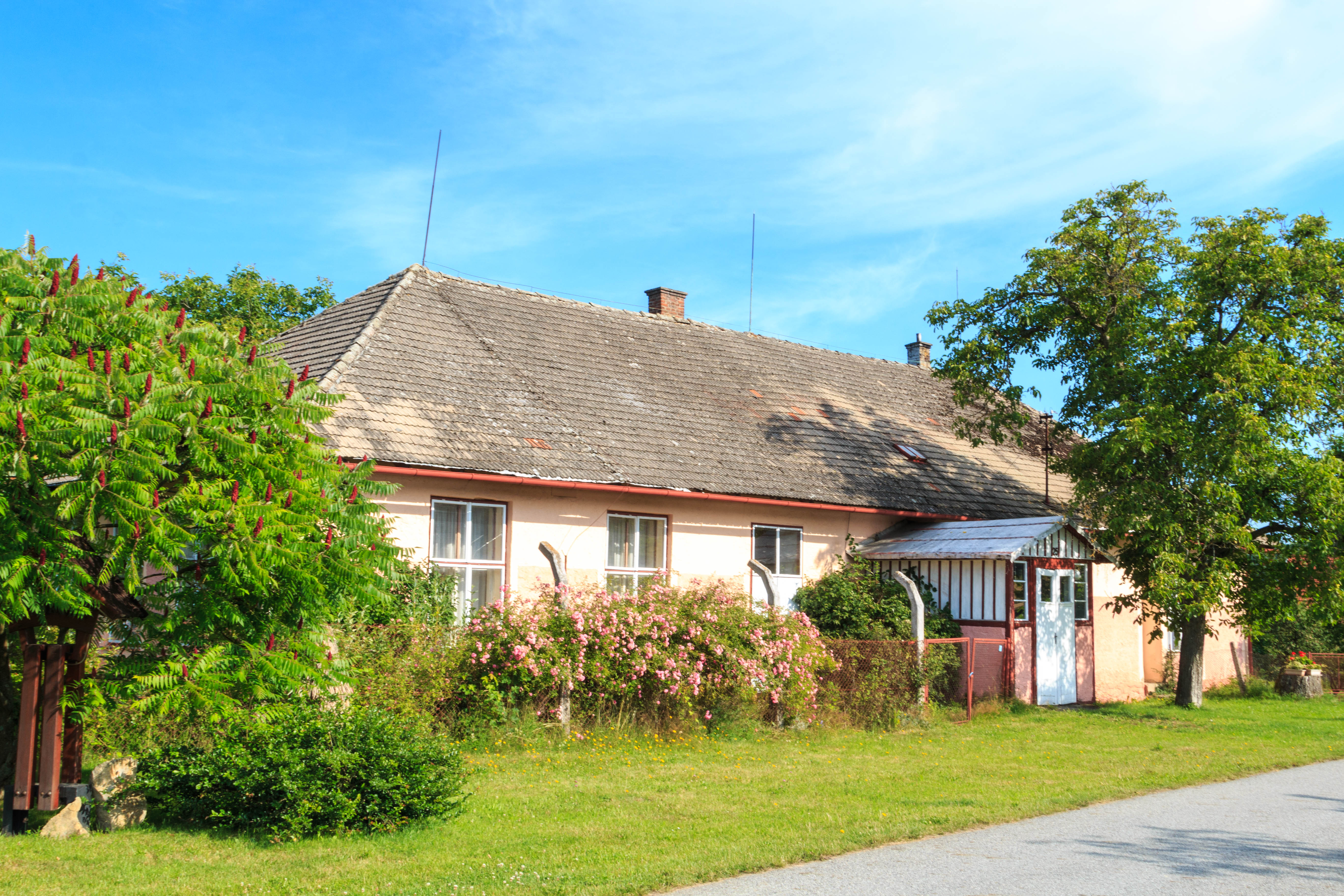
Kladruby č. 25
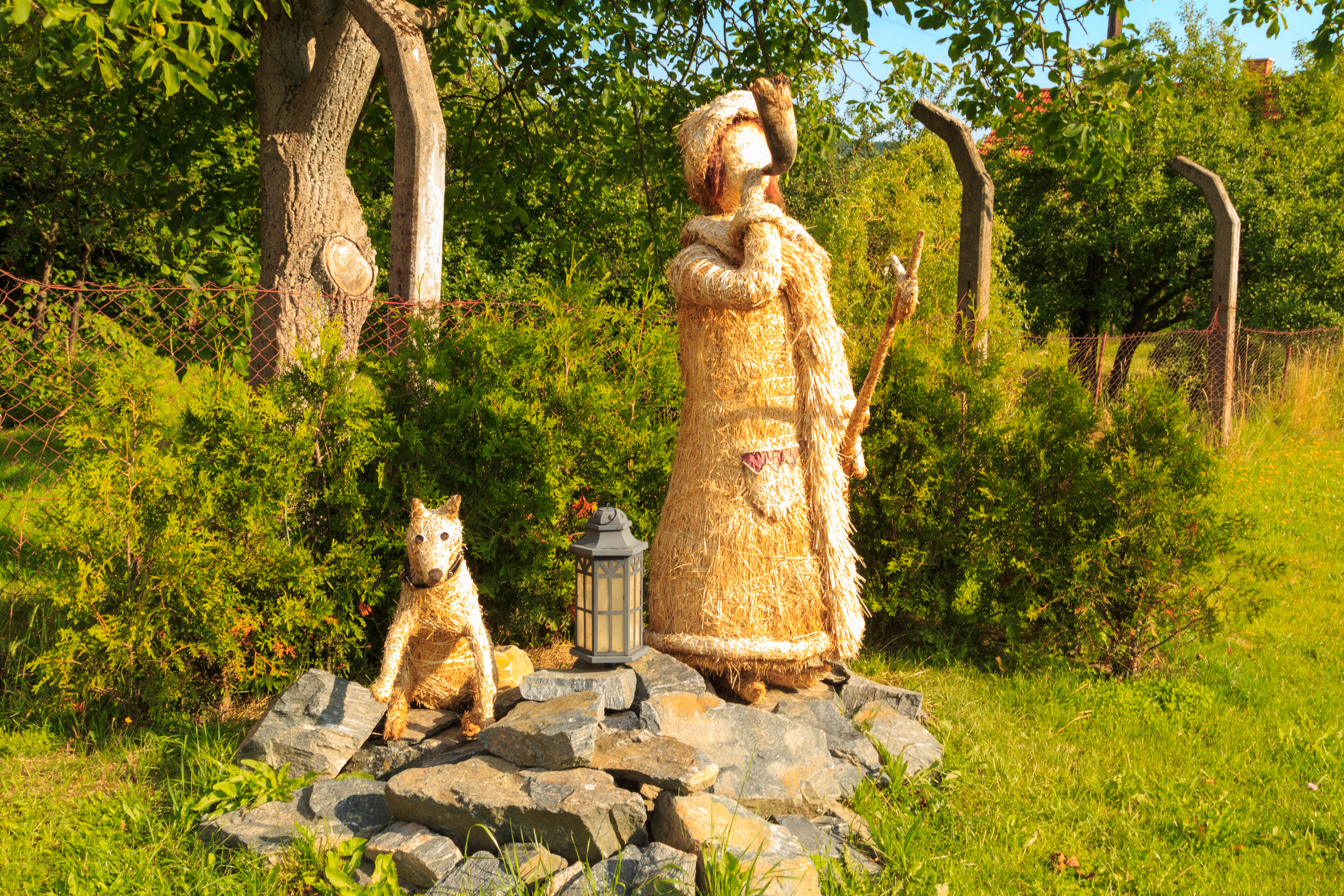
Ponocný v Kladrubech
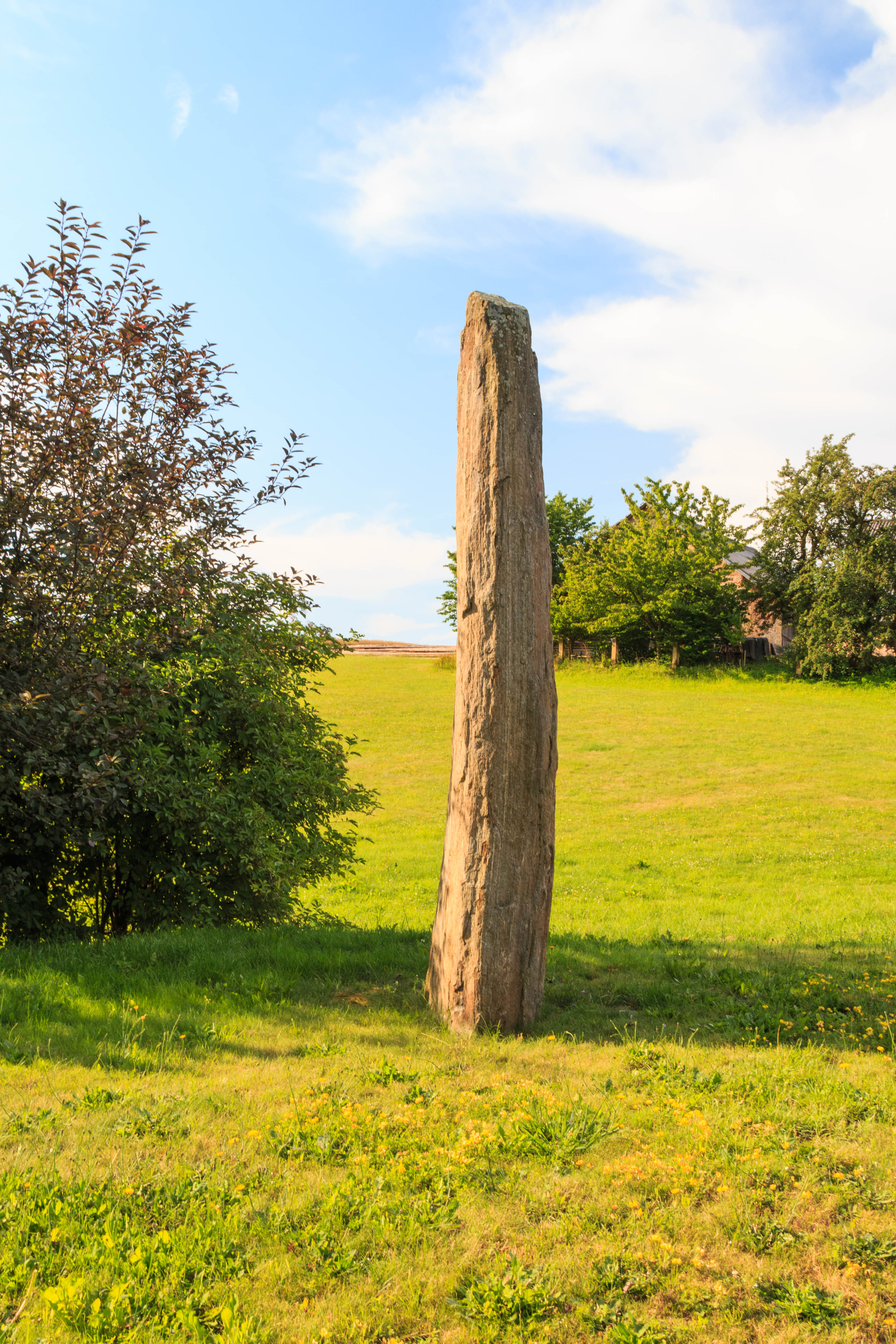
Novodobý menhir
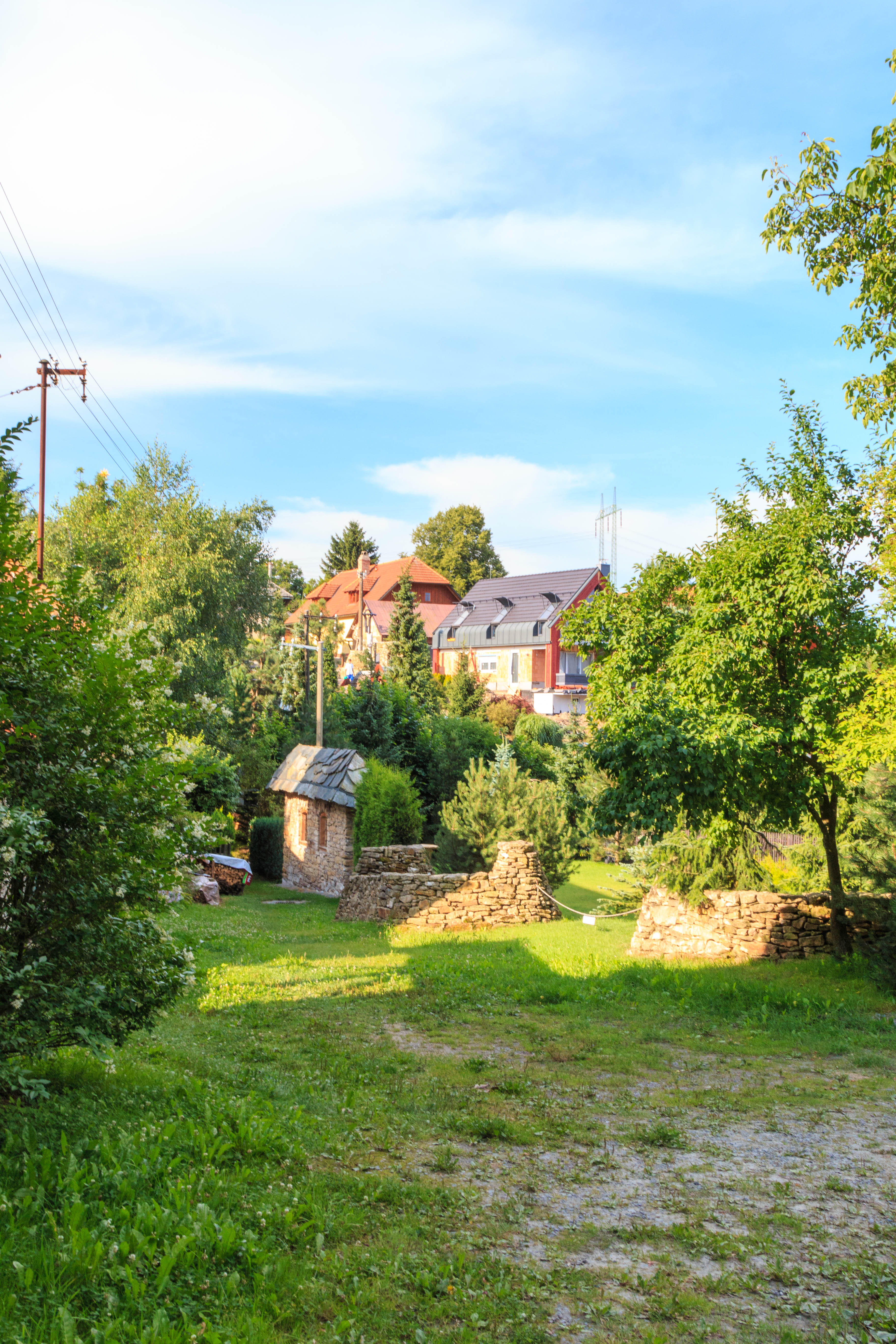
Kladruby čp. 6